# Коло Свароже
Коло Свароже — гіпотетична назва річного кола, природно-астрономічного циклу свят стародавніх слов'ян, яка використовується сучасними громадами рідновірів. Об'єднання Рідновірів України щорічно видає настінні календарі під цією назвою за науковою розробкою Галини Лозко. 

## Походження Кола Сварожого
Назва Коло Свароже вперше згадується в писемній пам’ятці під назвою Велесова Книга; походить від імені верховного Бога слов’ян Сварога [Архівовано 18 лютого 2020 у Wayback Machine.], який за часів Київської Русі очолював увесь небесний пантеон і зодіакальне коло.
Коло Свароже розпочинається навесні (Новоліття, нове літо) з появою першого Молодика (нового Місяця), що настав перед Весняним рівноденням. Це рухливе свято, випадає щороку в різні дні від кінця лютого до 18–20 березня, залежно від настання Молодика і Весняного рівнодення (за Київським, а не за Всесвітнім часом).

## Головні свята Кола Сварожого
Сонячні свята Кола Сварожого випадають на сонцестояння і рівнодення:
- Різдво Божича (День народження молодого Сонця-Божича, Коляда, зимове сонцестояння);
- Великдень Дажбожий — перша неділя після весняного рівнодення (незалежно від фази Місяця);
- Купайло — літнє сонцестояння (найкоротша в році ніч, близько 20–22 червня);
- Світовид осінній, свято Врожаю (осіннє рівнодення, близько 22–25 вересня).

Дати щороку можуть трохи змінюватися, залежно від астрономічних даних.
Інші свята, пов'язані зі вшануванням інших Богів та предків, відновлені за фольклорними та етнографічними даними, традицією методами компаративного релігієзнавства. 
Протягом річного кола відбувається вшанування: 
Велеса, 
Дажбога, 
Ярила, 
Лади, 
Святовита, 
Перуна, 
Богів Урожаю (Спасів), 
Рожаниць, 
Сварога, 
Матері Слави, 
Мокоші та інших Богів; а також поминання Пращурів — «дідові» й «бабині» дні та ін.